# Vascœuil
Vascœuil ist eine französische Gemeinde mit 322 Einwohnern (Stand 1. Januar 2022) im Département Eure in der Region Normandie (vor 2016 Haute-Normandie). Sie gehört zum Arrondissement Les Andelys und zum Kanton Romilly-sur-Andelle. Die Einwohner werden Vascœuillais genannt.

## Geographie
Vascœuil liegt etwa 25 Kilometer östlich von Rouen im Tal des Flusses Andelle, in den hier seine Zuflüsse Crevon und Héron münden. Umgeben wird Vascœuil von den Nachbargemeinden Saint-Denis-le-Thiboult im Westen und Norden, Elbeuf-sur-Andelle im Norden, Croisy-sur-Andelle im Norden und Nordosten, Le Tronquay im Osten, Les Hogues im Südosten und Süden sowie Perruel im Süden und Südwesten.

## Bevölkerungsentwicklung
| Jahr                       | 1962 | 1968 | 1975 | 1982 | 1990 | 1999 | 2006 | 2019 |
| Einwohner                  | 257  | 278  | 271  | 317  | 344  | 339  | 339  | 355  |
| Quellen: Cassini und INSEE |      |      |      |      |      |      |      |      |

## Sehenswürdigkeiten
- Kirche Saint-Martial aus dem 11. Jahrhundert, Umbauten aus dem 17. Jahrhundert
- Schloss mit dem Museum Jules Michelet, Monument historique

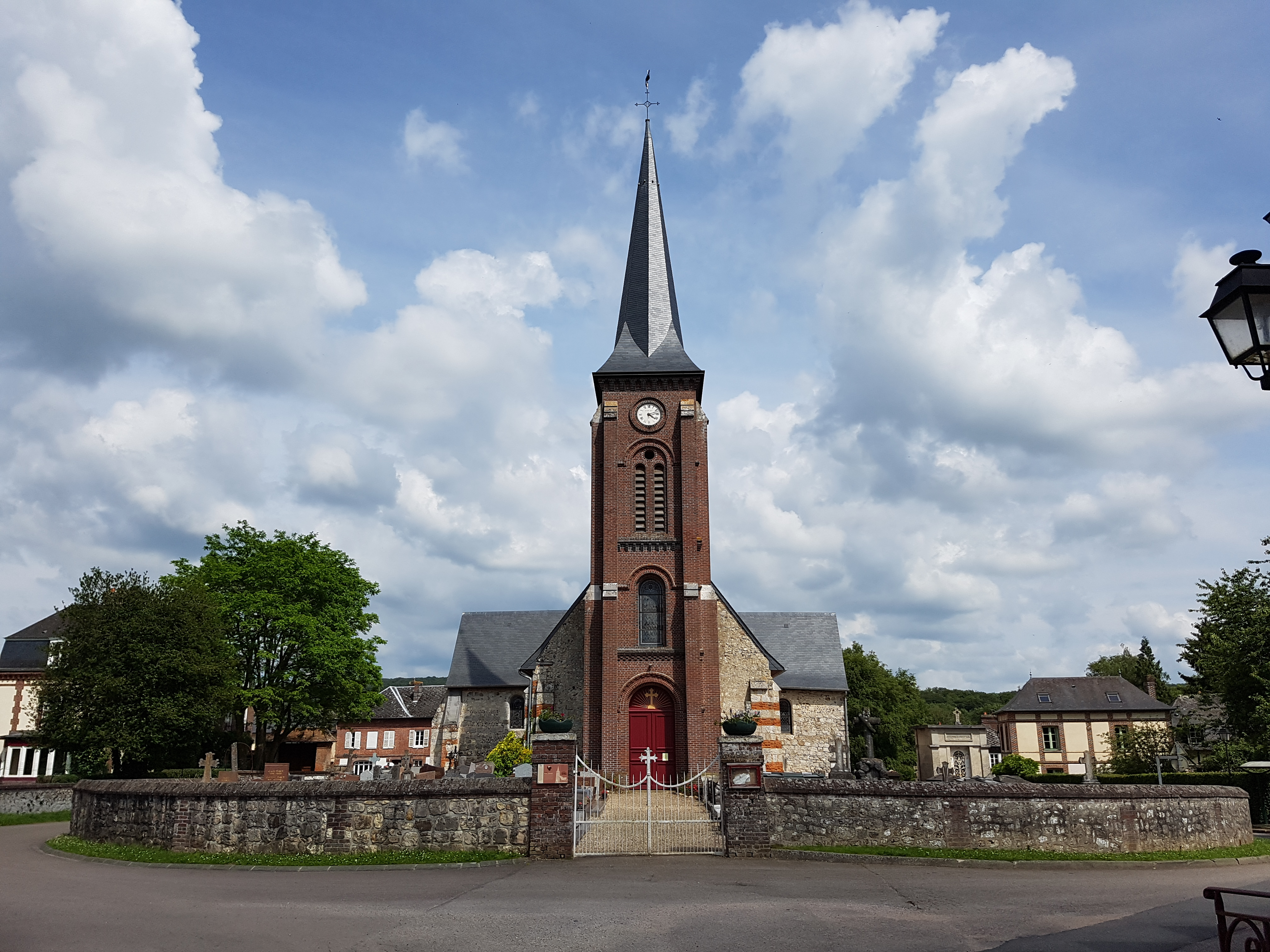
Kirche Saint-Martial
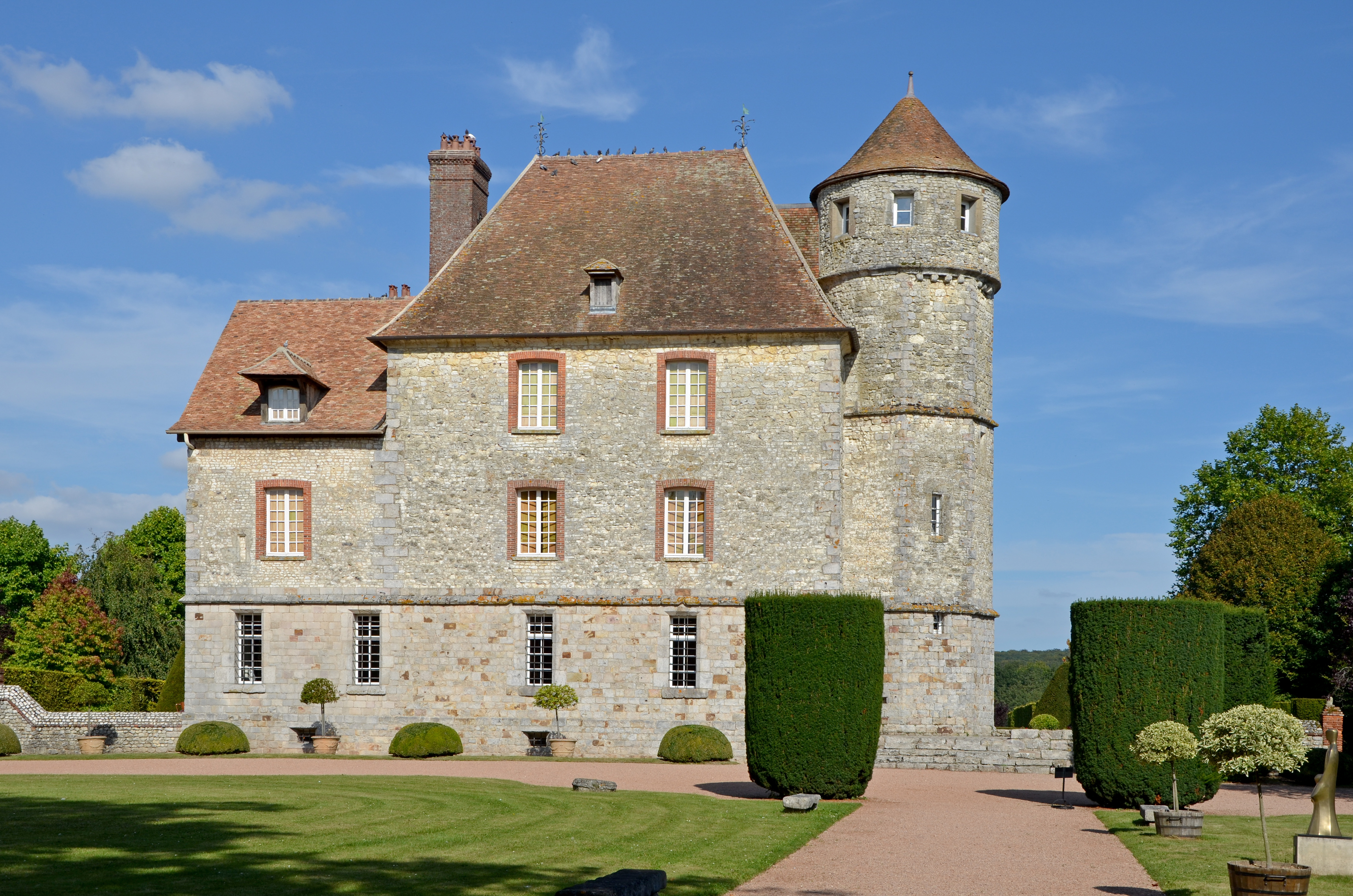
Schloss
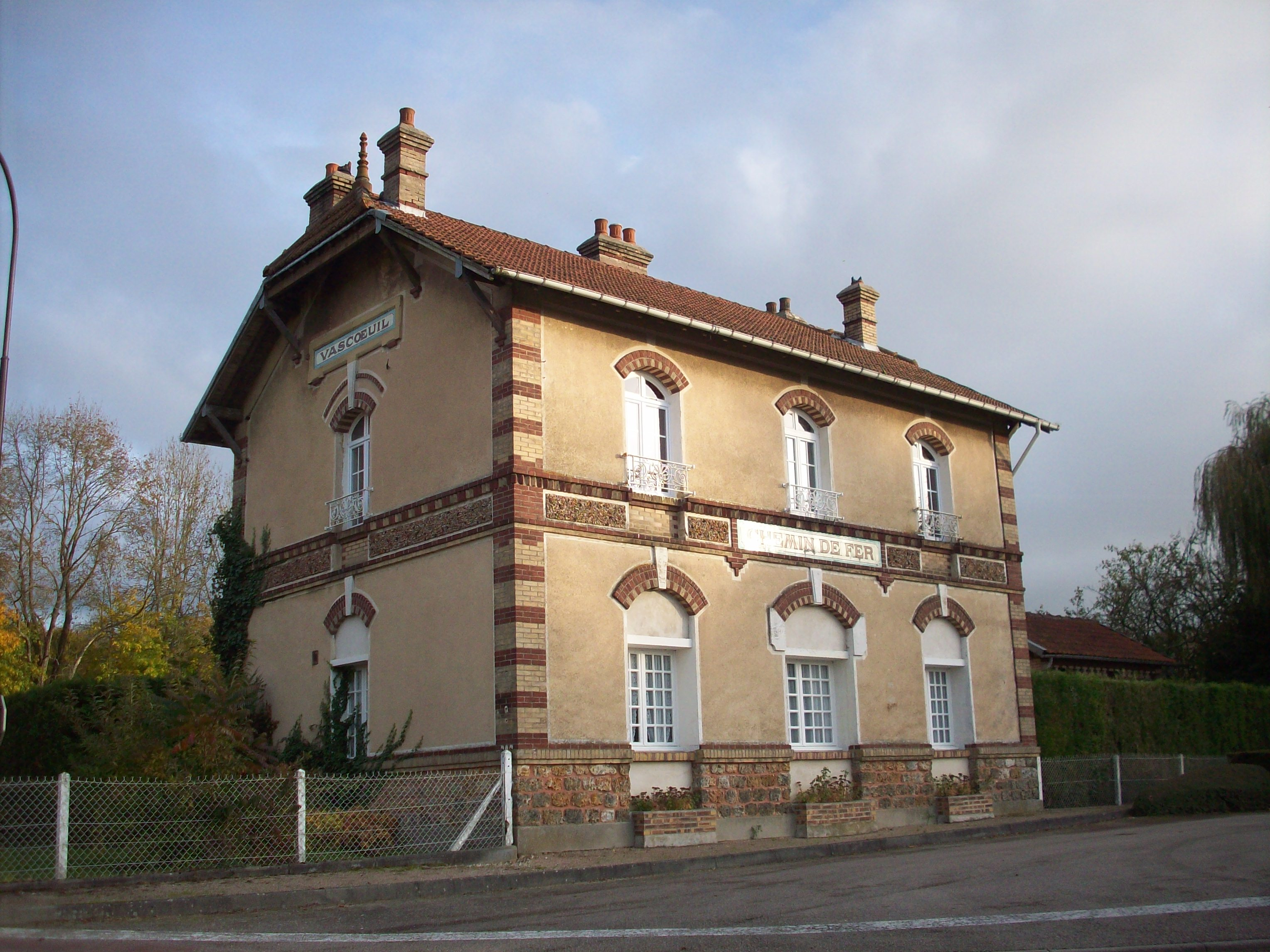
Bahnhof an der Strecke Charleval-Serqueux